# Pechenegues

Pechenegues e seus vizinhos ca. 1030

Os Pechenegues, Pechenegos, patzínacos, petsenecos, patzinaquitas ou pacínacas (em húngaro besenyők; em armênio: badzinag; em búlgaro/russo:Печенеги, translit. pechenegi; em grego: Πατζινάκοι/Πετσενέγοι ou Πατζινακίται, translit. Patzinaki/Petsenegi; em latim: Расinасае; em turco antigo: Beçenek; em turco: Peçenekler) eram um povo semi-nômade das estepes da Ásia Central, de língua turca.

## História
Acredita-se que os pechenegues sejam originários do povo usun (烏孫). Nos séculos VIII e IX, habitavam a área compreendida entre o baixo Volga, o Don, e os Montes Urais. Eles controlaram a maior parte das estepes do sudoeste da Eurásia e da península da Crimeia, durante o século IX. Nessa época, o Império Bizantino aliou-se aos pechenegues, usando-os como escudo para defesa própria contra outras tribos mais perigosas como os varegues e os magiares. Esta era uma antiga prática bastante utilizada pelos bizantinos - jogar uma tribo inimiga contra outra potencial inimiga.
Os oguzes, outro povo turco das estepes, expulsaram os pechenegues de sua terra natal. No processo, também tomaram dos pechenegues seus rebanhos e outra possessões. Uma aliança dos oguzes, quimeques e carlucos pressionava os pechenegues, mas o Império Samânida derrotou aquela aliança. Guiados mais para oeste pelos cazares e cumanos, em 889, os pechenegues seguiram após os magiares para oeste do rio Dniepre em 892.
Em 894, os búlgaros entraram em guerra contra o Império Bizantino. No começo de 895, o imperador Leão VI, o Sábio pediu a ajuda dos magiares, que enviaram um exército, sob o comando de Levente, para a Bulgária, no que ficou conhecido como a Conquista húngara da Bacia dos Cárpatos. Levente conduziu uma brilhante campanha invadindo grande parte do território búlgaro, enquanto o exército bizantino entrava na Bulgária pelo sul. Surpreendido pelas forças bizantinas e magiares, o czar Simeão I entendeu que não poderia lutar em duas frentes de batalha e rapidamente firmou um armistício. Apesar disso, Simeão I logo empregou a ajuda dos pechenegues para se defender dos magiares. Os pechenegues foram tão bem sucedidos que expulsaram os magiares restantes em Etelköz e nas estepes pônticas, forçando-os a se deslocar para oeste do baixo Danúbio, Transdanúbia e em direção à planície da Panônia, onde mais tarde fundariam o Reino da Hungria.
De acordo com o Sobre a Administração Imperial do imperador Constantino VII Porfirogênito (r. 913–959), a Patzináquia, o território dos pechenegues, se alongou para leste até o rio Siret (ou até mesmo até os Cárpatos orientais) durante os séculos X e XI, e "havia uma distância de quatro dias até a "Turquia" (i.e., Hungria)".
"O todo da Patzináquia é dividido em oito províncias com o mesmo número de grandes príncipes. A primeira província é Irtim; a segunda, Tzur; a terceira, Gila; a quarta, Culpes; a quinta, Carabos; a sexta, Talmate; a sétima, Copon; a oitava, Tzopon. Na época em que os pechenegues foram expulsos de seu país, seus príncipes eram, na província de Irtim, Baitzas; em Tzur, Conel; em Gila, Curcutas; em Culpes, Ipaos; em Carabos, Caidum; na província de Talmat, Costas; em Chopon, Giazis; na província de Tzopon, Batas."
Uma ameaça de longa data aos rutenos de Quieve, os guerreiros pechenegues atacaram de emboscada e mataram Esvetoslau I em 972, que regressava de uma expedição militar malsucedida contra Bizâncio. De acordo com a Crónica dos Anos Passados, o clã pechenegue fez um cálice com crânio de Esvetoslau,  em conformidade com costumes antigos das culturas das estepes.

## Desaparecimento
Após séculos de guerras nos Bálcãs, envolvendo Império Bizantino, búlgaros, varangianos e magiares, os pechenegues foram derrotados na Livônia por um exército combinado bizantino e cumano em 1061. Atacados novamente em 1064 pelos cumanos, muitos pechenegues foram assassinados ou absorvidos. Após o cerco a Constantinopla em 1091, os pechenegues foram na prática aniquilados pelo imperador Aleixo I Comneno. Por algum tempo, comunidades significantes de pechenegues ainda permaneceram na Hungria, mas finalmente os pechenegues deixaram de existir como um povo distinto e foram assimilados pelos povos vizinhos - búlgaros, magiares e gagaúzes.